# Chuck Chapman
Charles Winston Chapman, detto Chuck (Vancouver, 21 aprile 1911 – Victoria, 7 marzo 2002), è stato un cestista canadese.

## Carriera
Ha vinto la medaglia d'argento con la nazionale di pallacanestro del Canada alle Olimpiadi di Berlino 1936, giocando quattro partite. Anche il fratello minore Arthur faceva parte della nazionale.
Nel 1933 e nel 1935 ha vinto il campionato canadese con la maglia dei Victoria Blue Ribbons. Nel 1936 va ai Windsor Fords, squadra contro cui aveva perso il titolo lo stesso anno, per partecipare alle olimpiadi. Torna poi a Victoria, ai Victoria Dominoes, con cui vince il titolo nazionale nel 1939 e nel 1946. La squadra del 1946 vinse tutte le partite, entrando nella Hall of Fame del Basketball Canada.

## Palmarès
- Campionato canadese: 4
Victoria Blue Ribbons 1933, 1935; Victoria Dominoes 1939, 1946.